# Antonio Innocenti
Antonio Innocenti (Poppi, Província d'Arezzo, Toscana, Itàlia, 23 d'agost de 1915 - Roma, 6 de setembre de 2008) va ser un cardenal italià de la Cúria romana, president emèrit de la Congregació per al Clergat.

## Biografia
Antonio Innocenti va ser ordenat prevere el 17 de juliol de 1938. Va seguir estudis en dret canónic a la Pontifícia Universitat Gregoriana i va obtenir una llicenciatura en teologia dogmàtica a la Universitat Pontifícia Lateranense.
Sortint de l'Acadèmia pontifícia eclesiàstica que forma els diplomàtics del Vaticà, va ser al Congo belga, a continuació a Suïssa, als Països Baixos, a Egipte, a Bèlgica i a França.

### Bisbe
Anomenat nunci apostòlic al Paraguai el 15 de desembre de 1967, va ser consagrat bisbe el 18 de febrer de 1968 pel cardenal Amleto Cicognani.
El 26 de febrer de 1973 és cridat a Roma com a secretari de la Congregació pel Culte Diví i la Disciplina dels Sagraments.
El 4 d'octubre de 1980 és nomenat nunci apostòlic a Espanya.

### Cardenal
Antonio Innocenti és fet cardenal pel papa Joan Pau II en el consistori del 25 de maig de 1985 amb el títol de cardenal-diaca de S. Maria in Aquiro lligat a l'església Santa Maria in Aquiro.
El 9 de gener de 1986 esdevé prefecte de la Congregació per al Clergat. A més d'aquest càrrec, presideix la Comissió pontifícia per al patrimoni cultural de l'Església a partir del 8 d'octubre de 1988 i la Comissió pontifícia « Ecclesia Dei » a partir de l'1 de juliol de 1991.
Es retira d'aquestes missions per motius d'edat el 16 de desembre de 1995 i és elevat al rang de cardenal-prevere el 29 de gener de 1996. Va morir el 6 de setembre de 2008 a l'edat de 93 anys.